# Schoepfiaceae
Schoepfiaceae je čeleď vyšších dvouděložných rostlin z řádu santálotvaré (Santalales). Čeleď zahrnuje byliny i dřeviny a je rozšířena v Asii a ve Střední a Jižní Americe.

## Popis
Zástupci čeledi jsou poloparazitické zelené keře, stromy a byliny, parazitující na kořenech hostitelských rostlin. Listy jsou střídavé, přisedlé nebo řapíkaté, bez palistů, u rodu Quinchamalium čárkovitého až šídlovitého tvaru.
Květy jsou 4 až 5-četné, uspořádané v květenstvích různých typů. Kalich chybí nebo je redukován na nízký lem podobně jako u čeledi ochmetovité. Koruna je 4 až 5-četná, srostlá v korunní trubku. V květech je přítomen nektáriový disk obklopující bázi čnělky. Tyčinek je stejný počet jako korunních cípů a jsou přirostlé ke koruně. Semeník je srostlý ze 2 až 3 plodolistů, s jedinou komůrkou obsahující nejčastěji 3 vajíčka a dlouhou čnělkou ukončenou hlavatou nebo trojlaločnou bliznou. Plodem je peckovice nebo nažka připomínající oříšek.

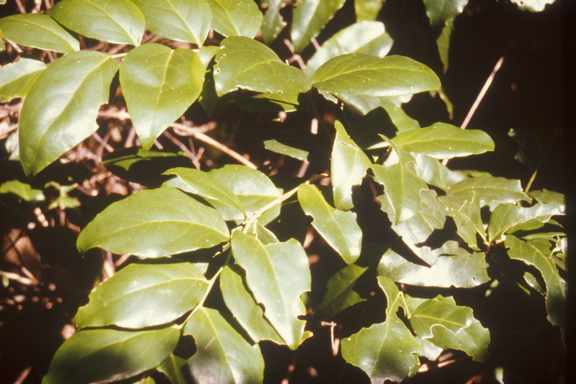
Schoepfia arenaria
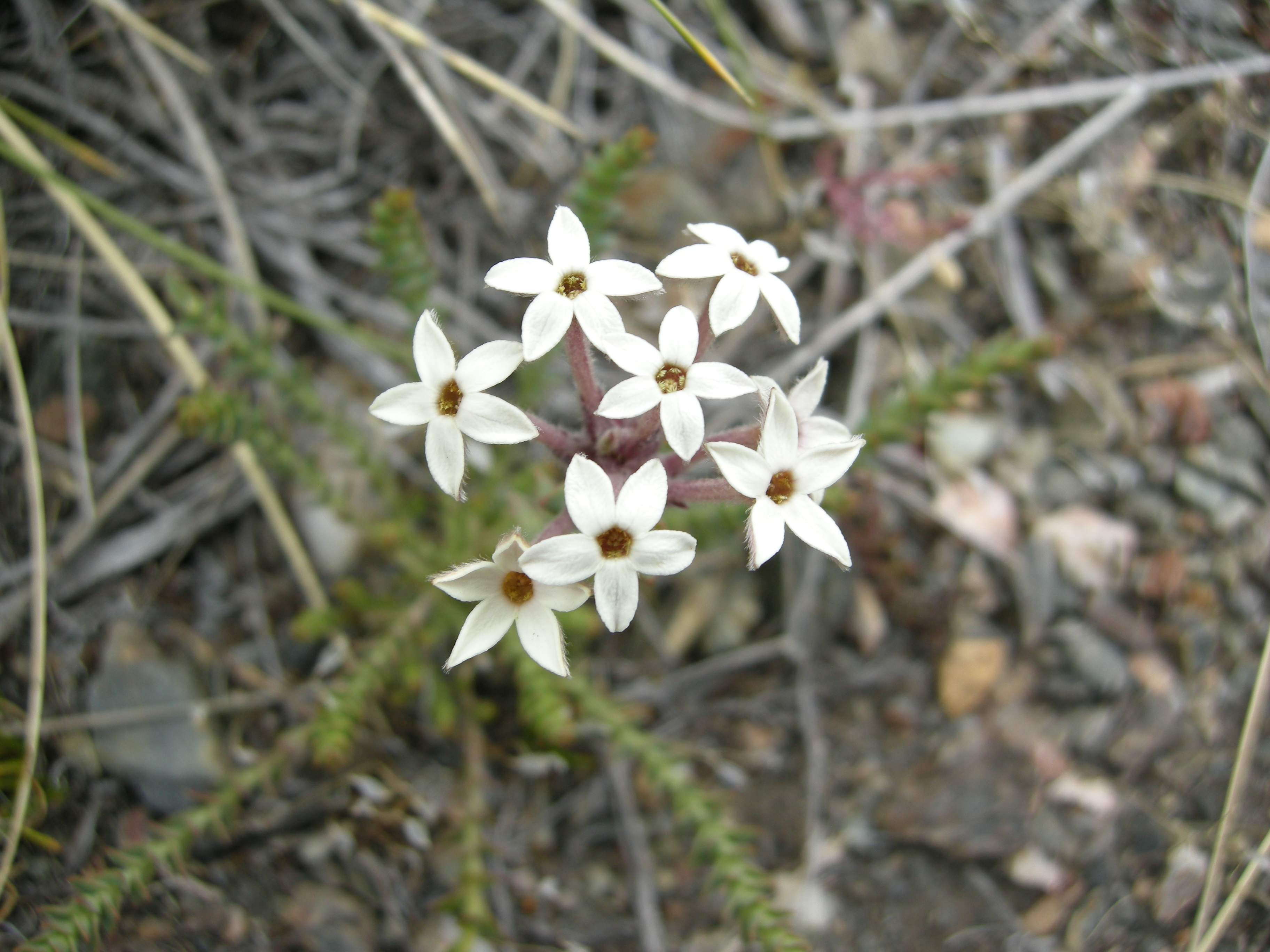
Arjona patagonica
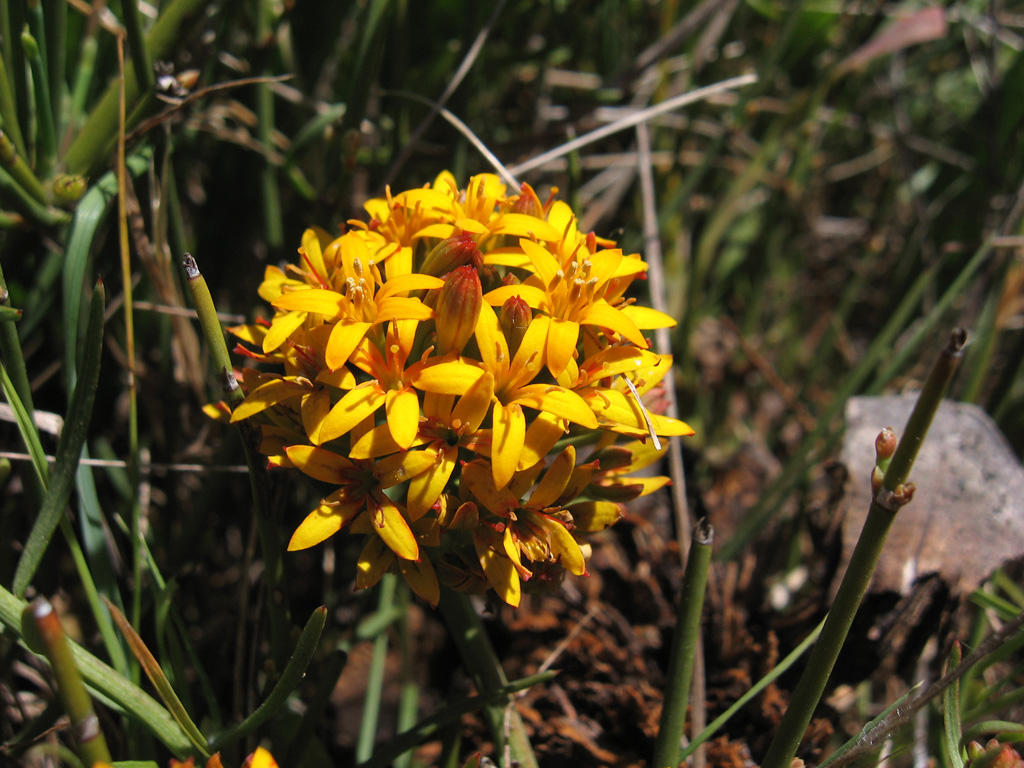
Quinchamalium chilense

## Rozšíření
Čeleď zahrnuje asi 55 druhů ve 3 rodech. Největším rodem je Schoepfia (asi 30 druhů) a Quinchamalium (25 druhů).
Schoepfiaceae jsou zastoupeny ve východní a jihovýchodní Asii (rod Schoepfia) a ve Střední a Jižní Americe (všechny 3 rody) od Mexika po Patagonii.

## Taxonomie
Čeleď Schoepfiaceae se objevuje až v systému APG III. Rody byly dříve řazeny do čeledí Olacaceae a santálovité (Santalaceae). Podle kladogramů jsou nejblíže příbuzné čeledi ochmetovité (Loranthaceae) a Misodendraceae.

## Přehled rodů
Arjona,
Quinchamalium,
Schoepfia